# Pierre-Marie Delfieux

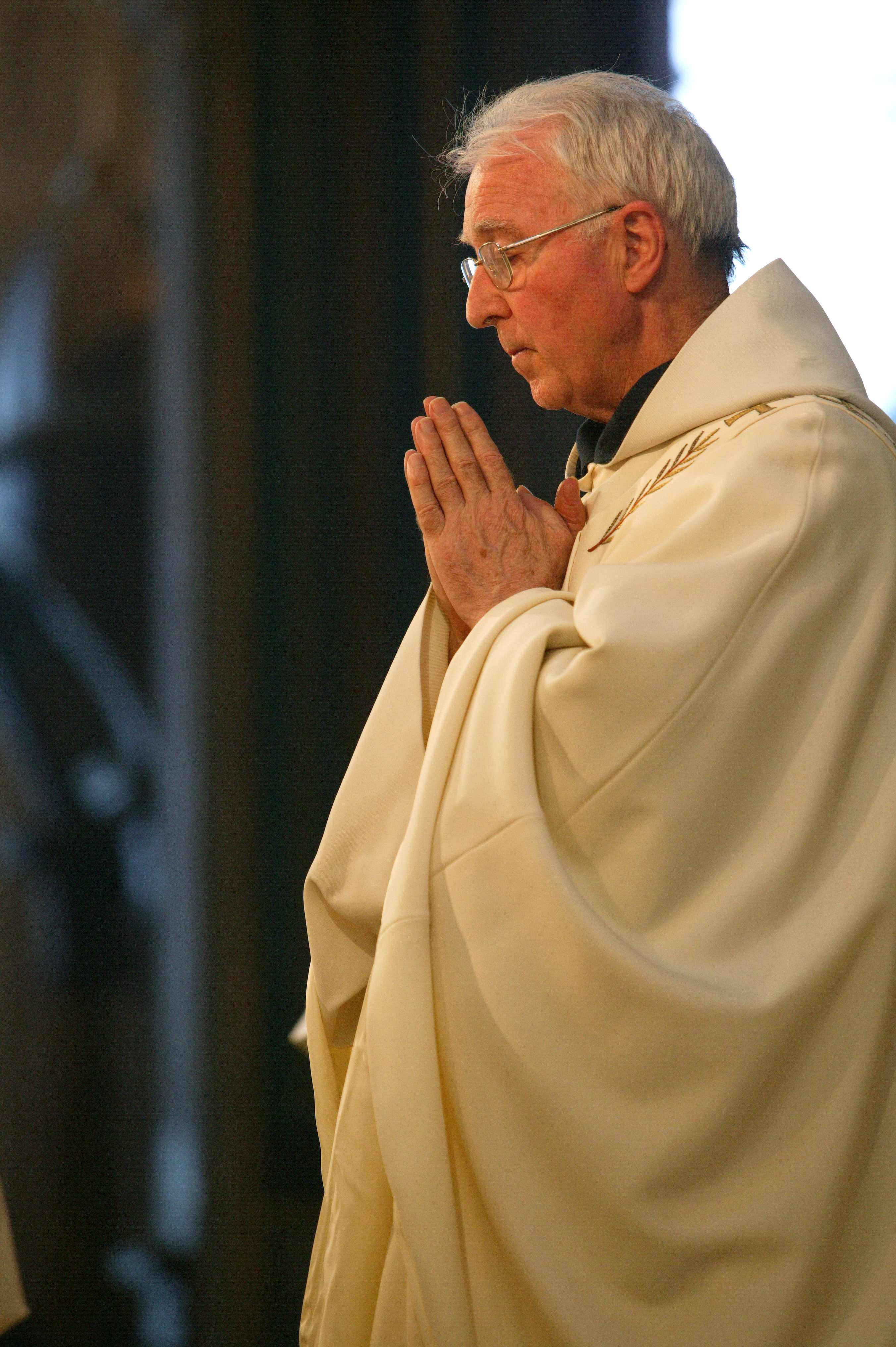
P. Pierre-Marie Delfieux (2001)

Pierre-Marie Delfieux (* 4. Dezember 1934 bei Campuac, Département Aveyron; † 21. Februar 2013 in La Ferté-Imbault, Département Loir-et-Cher) war ein französischer Priester und Gründer der Gemeinschaften von Jerusalem (frz. Fraternités monastiques de Jérusalem).

## Leben
Pierre Delfieux, eines von sechs Kindern, besuchte das kleine Seminar Lycée Immaculée Conception in Espalion. Er war ein Klassenkamerad von Georges Pierre Soubrier, der später Bischof von Nantes wurde. Delfieux trat in das Priesterseminar in Rodez ein und studierte Theologie am Katholischen Institut von Toulouse sowie Philosophie und Sozialwissenschaften an der Pariser Sorbonne. Nach Abschluss seines zweijährigen Militärdienstes wurde er 1961 Pfarrer an der Kathedrale von Rodez. 1965 holte ihn Jean-Marie Lustiger als Studentenkaplan an das Centre Richelieu; Delfieux lernte dort Jacques Perrier (später Bischof von Tarbes und Lourdes), Francis Deniau (später Bischof von Nevers) und Guy Gaucher (später Weihbischof in Bayeux) kennen. Pfarrer Delfieux organisierte Wallfahrten nach Italien, Spanien und in das Heilige Land sowie an die Wirkungsstätten des sel. Bruders Karl von Jesus (Charles de Foucauld).
Im Mai 1968 zog Delfieux sich zurück in die 1901 gegründete Einsiedelei Eremitage La Fraternité in Béni Abbès, einer Oasenstadt im Westen Algeriens. Dort lebt die Gemeinschaft der Kleinen Brüder Jesu, eine Ordensgemeinschaft, die sich auf Bruder Karl beruft. Später siedelte Pfarrer Delfieux um auf das Assekrem-Plateau im Ahaggar-Gebirge im Süden Algeriens, wo sich die Einsiedelei des seligen Bruders Karl befand. Delfieux baute dort die Einsiedelei „Bethlehem“ auf; er lebte dort in Kontemplation und Studium ein Jahr allein und ein zweites mit einem weiteren Bruder.
1974 verließ Delfieux die Assekrem und gründete auf Initiative von François Kardinal Marty, des Erzbischofs von Paris, die Gemeinschaft von Jerusalem. Hierzu wurde ihm St-Gervais-St-Protais, eine Pfarrkirche im 4. Pariser Arrondissement zur Verfügung gestellt. Am 1. November 1975 wurde dort erstmals von einigen Ordensbrüdern die Liturgie gefeiert; am 8. Dezember 1976 erstmals mit der ebenfalls von Delfieux gegründeten Gemeinschaft der Schwestern. 1978/79 wurde die Gemeinschaft mit dem Namenszusatz Jerusalem ergänzt. Weitere Niederlassungen der Gemeinschaft kamen hinzu. Am  31. Mai 1996 wurden die monastischen Gemeinschaften von Jerusalem vom Erzbischof von Paris, Jean-Marie Lustiger, als Gesellschaft apostolischen Lebens bischöflichen Rechts anerkannt.
Pater Delfieux ist 1978 der Verfasser der Ordensregel der Gemeinschaften, dem Lebensbuch (Livre de vie). „Die Wüste ist heute ebenso in der Stadt... Sei heute ein Städter mit den Städtern.“
Posthum wurden Vorwürfe spirituellen und sexuellen Missbrauchs früherer Schwestern der Gemeinschaft gegen Delfieux öffentlich. Die Gemeinschaft von Jerusalem hat eine eigene Stelle eingerichtet, um diese Vorwürfe in voller Transparenz aufzuklären. Im Juli 2024 hat die Gemeinschaft die Übergriffe gegen zumindest eine Schwester als wahr eingeräumt.

## Schriften
- Évangéliques, Éditions Saint-Paul, 1988–2013, 7 Bücher
- Livre de Vie de Jérusalem, Éditions du Cerf 1978/2003
- Moine dans la ville, Bayard 2003
- Au souffle de l’esprit, Parole et Silence 2012, zusammen mit Philippe Barbarin,
- Pierre-Marie Delfieux : Une pensée par jour,  Editions Médiaspaul 2014, ISBN 2-7122-1332-7